# 千葉県立君津特別支援学校
千葉県立君津特別支援学校（ちばけんりつ きみつとくべつしえんがっこう）は、千葉県君津市北子安六丁目にある公立特別支援学校。知的障害者を教育対象とする。

## 沿革
- 1979年4月1日 - 開校
- 2007年4月1日 - 学校名を「千葉県立君津養護学校」から「千葉県立君津特別支援学校」に変更

## 学部
- 小学部
- 中学部
- 高等部

## 出身者
東田直樹（詩人・作家） - 小学部6年から中学部3年まで在学